# Columbus (Pennsylvania)
Columbus è un census-designated place (CDP) degli Stati Uniti d'America situato nello stato della Pennsylvania, nella contea di Warren.